# 스틸리아노스 아테쉴리스
스틸리아노스 아테쉴리스(Στυλιανός Αττεσλής, 또는 다스칼로스(그리스어로 '선생님'을 뜻함) (1912년 12월 12일 ~ 1995년 8월 26일)는 기독교인 신비주의자, 심령 치료사이다.

## 생애
그는 키프로스 섬에서 태어났으며, 일생의 대부분을 그 곳에서 보냈고, 키프로스의 스트로볼로스의 신비주의자였다. 키프로스와 국외에서 공부했으며, 키프로스 정부간행물 판매국에서 일하기도 했으며, 몇 년 동안을 아프리카에서 보내기도 했다. 다스칼로스는 70여 년 동안 가르쳐오면서, 영적 치료를 하려고 했다. 또한 그는 '진리의 탐구자들'(The Researchers of Truth)이라는 이름의 모임을 창설했고, 그의 수행법과 명상법에 기반한 서적 시리즈들도 출판되었다.
키리아코스 C. 마르키데스는 다스칼로스에 관해 스트로볼로스의 현자 (The Magus of Strovolos), 태양을 향한 경배 (Homage to the Sun), 그리고 가슴 속의 불꽃 (Fire in the Heart)이라는 이름의 3권의 서적을 저술했다. 이 세 권의 서적에서, 다스칼로스의 이름 대신에 '스피로스 사티 (Spyros Sathi)'라는 가명이 대신 사용되었다. 다스칼로스는 마르키데스가 쓴 이 책들을 통해서 키프로스 외에서도 잘 알려지게 되었지만, 다스칼로스는 그가 마르키데스와의 관계를 다룬 것이 더 알려지기를 원했던 것으로 보인다.
다스칼로스는 일생 동안 음악 작곡과 바이올린과 피아노 연주, 시 쓰기, 그림, 정원 가꾸기, 언어 공부를 즐겨 했다. 또한 그는 수 많은 책들을 써냈다. 전 세계에서 진리를 추구하는 사람들이 스트로볼로스에 있는 스토아에 와서 그의 강의를 들었고, 치유받기 위해서 그를 찾아갔다. 1995년 8월 26일, 스틸리아노스 아테쉬리스 박사는 키프로스 섬에서 사망했다.